# Hygrophila
Hygrophila es un género de plantas con flores perteneciente a la familia Acanthaceae. El género tiene 161 especies de hierbas descritas y de estas, solo 28 aceptadas. Están  distribuidas por los trópicos del mundo.

## Descripción
Son hierbas, que alcanzan un tamaño de hasta 1.5 m de alto; tallos a veces inclinados y enraizando en los nudos inferiores, obtusamente cuadrangulares, glabros. Hojas lanceoladas a elípticas, 3.5–18 cm de largo y 0.5–5 cm de ancho, ápice acuminado, base atenuada, márgenes enteros a undulados. Inflorescencias en fascículos axilares de 3 o 4 flores, flores sésiles, brácteas lanceolado-elípticas, 6–9 mm de largo y 1.5–3 mm de ancho. Frutos angostamente oblongos, 8–13 mm de largo, glabros, sésiles.

## Taxonomía
El género fue descrito por Robert Brown y publicado en Prodromus Florae Novae Hollandiae 479. 1810. La especie tipo es: Hygrophila angustifolia R. Br. 

## Especies seleccionadas
- Hygrophila abyssinica T.Anderson 1863
- Hygrophila acinos (S.Moore) Heine 1972
- Hygrophila costata Nees ex Mart. 1841
- Hygrophila acutisepala Burkill 1899
- Hygrophila auriculata
- Hygrophila corymbosa
- Hygrophila difformis
- Hygrophila polysperma
- Hygrophila quadrivalvis[4]